# Lammi
Lammi (Lampis en suédois) est une ancienne municipalité du Sud de la Finlande, dans la région du Kanta-Häme.
Elle est integrée à la ville d'Hämeenlinna au 1er janvier 2009.

## Histoire
La première mention du lieu date de 1374. 
L'église de pierre est construite dans les années 1490 et est aujourd'hui la principale curiosité touristique de la paroisse.
Les manoirs les plus remarquables de Lammi sont le manoir de Porkkala, le manoir Vanhakartano et le manoir de Mommila. 
Le manoir Vanhakartano appartient à la famille Ehrnrooth depuis 1868. 
Le manoir de Mommila appartenait au conseiller agricole Alfred Kordelin de 1903 jusqu'à sa mort violente en 1917.
Alfred Kordelin a construit une église sur les terres du manoir en 1904, qui appartient maintenant à la paroisse d'Hausjärvi.
Le parc de la couronne d'Evo, d'une superficie de 73 km2, est créé dans le cadre du grand remembrement et en 1862 on y fonde l'institut forestier d'Evo.
L'institut forme des forestiers jusqu'en 1908, date à laquelle les formations supérieures d'enseignement forestier sont transférées à l'Université d'Helsinki.

## Institut forestier d'Evo
Lammi abrite l'institut forestier d'Evo qui fait partie de l'Université des sciences appliquées HAMK.
L'institut forestier d'Evo comprend le centre Evokeskus géré par le Metsähallitus, qui a commencé ses activités au début des années 2000.
Depuis 1953, la station biologique de Lammi de l'Université d'Helsinki, est installée dans le secteur de l'ancien presbytère de Lammi.

## Géographie
Le paysage est typique du Häme, avec une alternance de champs cultivés et de forêts dans un paysage vallonné, et un grand nombre de lacs de dimensions généralement réduites. 
Les plus grands lacs sont le Pääjärvi au sud en partie du côté d'Hämeenkoski, Ormajärvi du côté nord-ouest du village et le Kuohijärvi au nord-ouest en partie à Luopioinen (maintenant Pälkäne).
Le Salpausselkä intérieur traverse la partie sud de Lammi et de là, la crête part vers le nord-ouest via Tuulos et Hauho en direction de Tampere.
Dans la partie sud de Lammi, il y a des forêts sur les pentes des eskers, où le noyer, le tilleul et l'érable poussent à l'état sauvage.
Le bourg de Lammi proprement dit concentre plus des 2/3 de la population totale.
A proximité de ce centre, se trouve la zone protégée de l'Untulanharju.

## Transports
Le bourg est situé pratiquement à équidistance de Lahti (40 km) et de Hämeenlinna (37 km). La capitale Helsinki n'est qu'à 120 km au sud.
La gare routière est située au centre de Lammi.
Des services de bus longue distance desservent Lahti, Tampere, Hämeenlinna, Turku, Helsinki et Padasjoki.
Les gares ferroviaires plus proches, situées à environ 32 km de la gare de Lammi, sont  Turenki à Janakkala et Kärkölä.
Les aéroports les plus proches, situés à environ 100 km, sont l'aéroport de Tampere-Pirkkala et l'aéroport d'Helsinki-Vantaa.
La nationale 12 reliant Tampere et Lahti et la route principale 53 reliant Tuulos et Padasjoki traversent Lammi et se croisent du côté de Tuulos. 
Des routes régionales relient le village de Lammi à  Janakkala, Hausjärvi, Asikkala et Padasjoki.

## Personnalités
C'est la commune de naissance d'Heli Rantanen, médaillée d'or au lancer du javelot des Jeux olympiques d'Atlanta 1996.

## Galerie

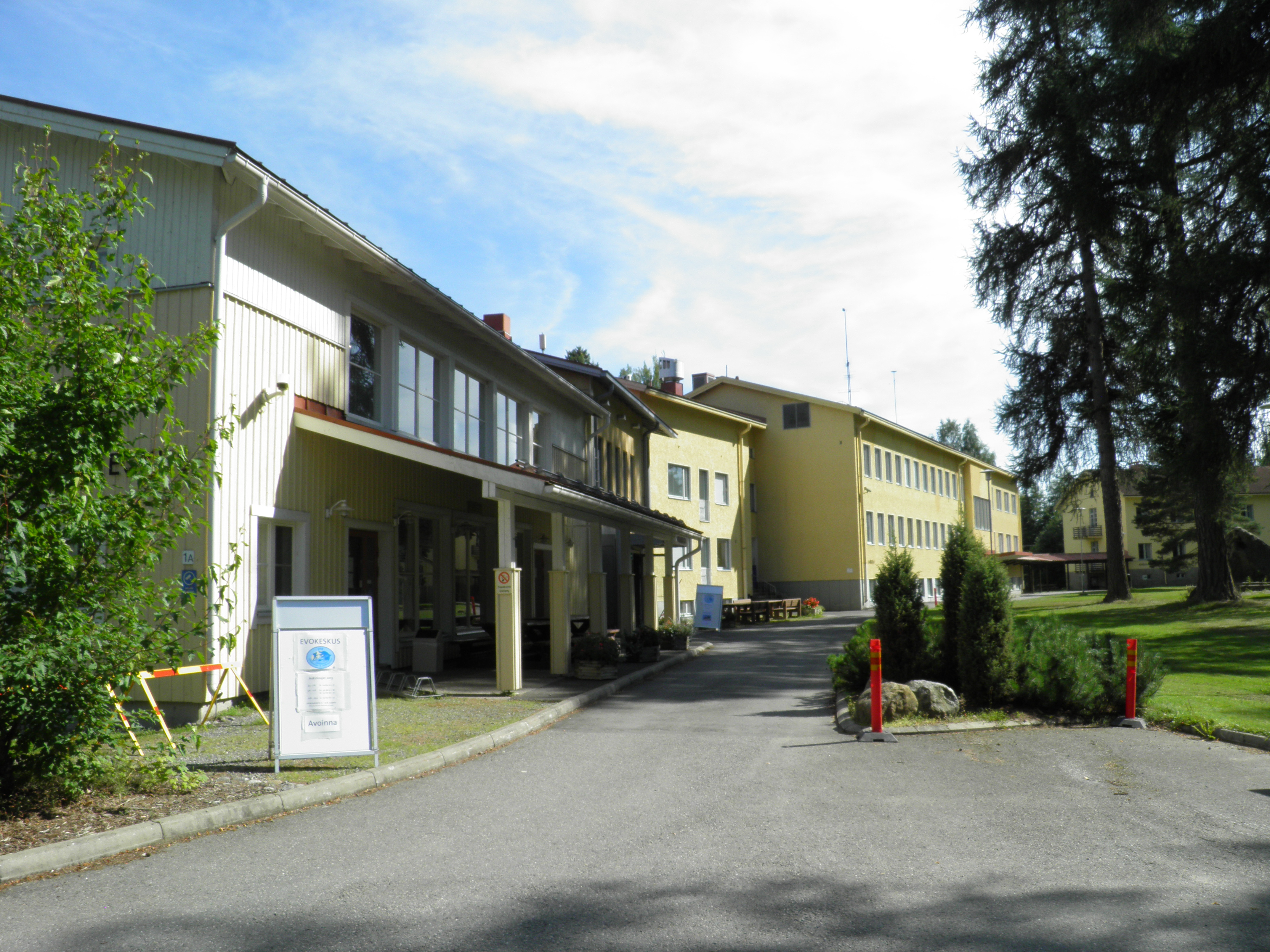
Evokeskus.
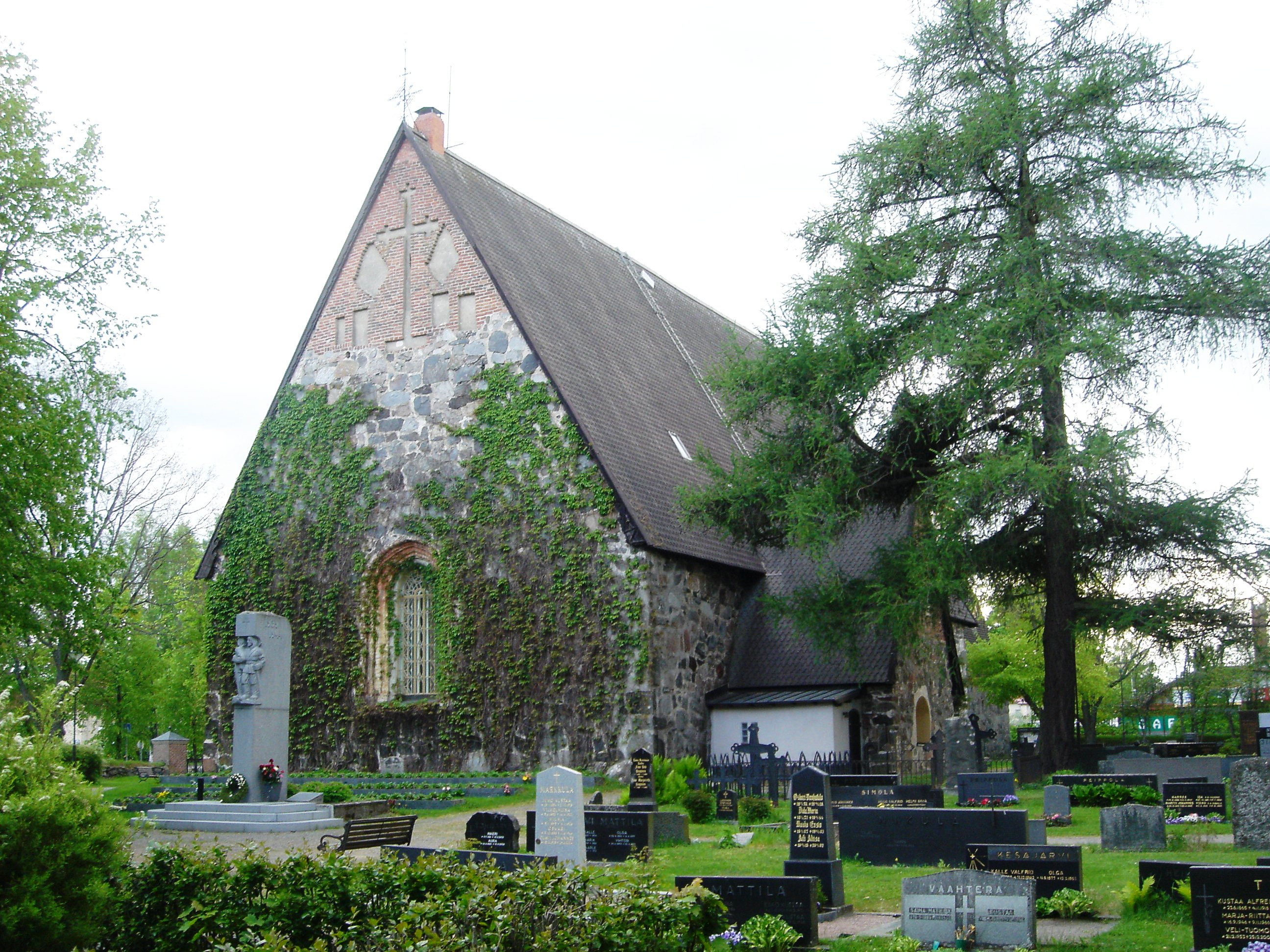
Église de Lammi.
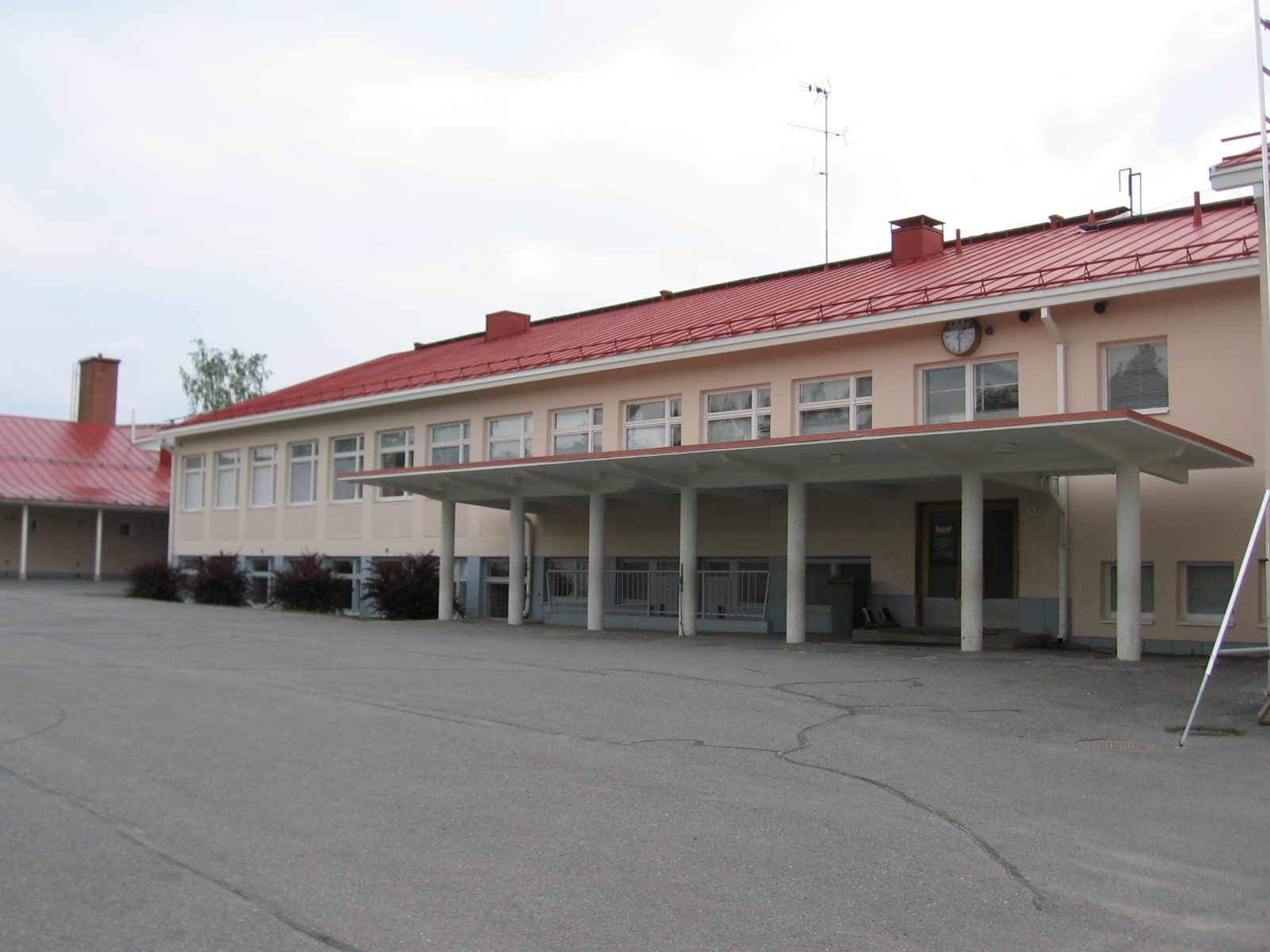
École de Konnari.
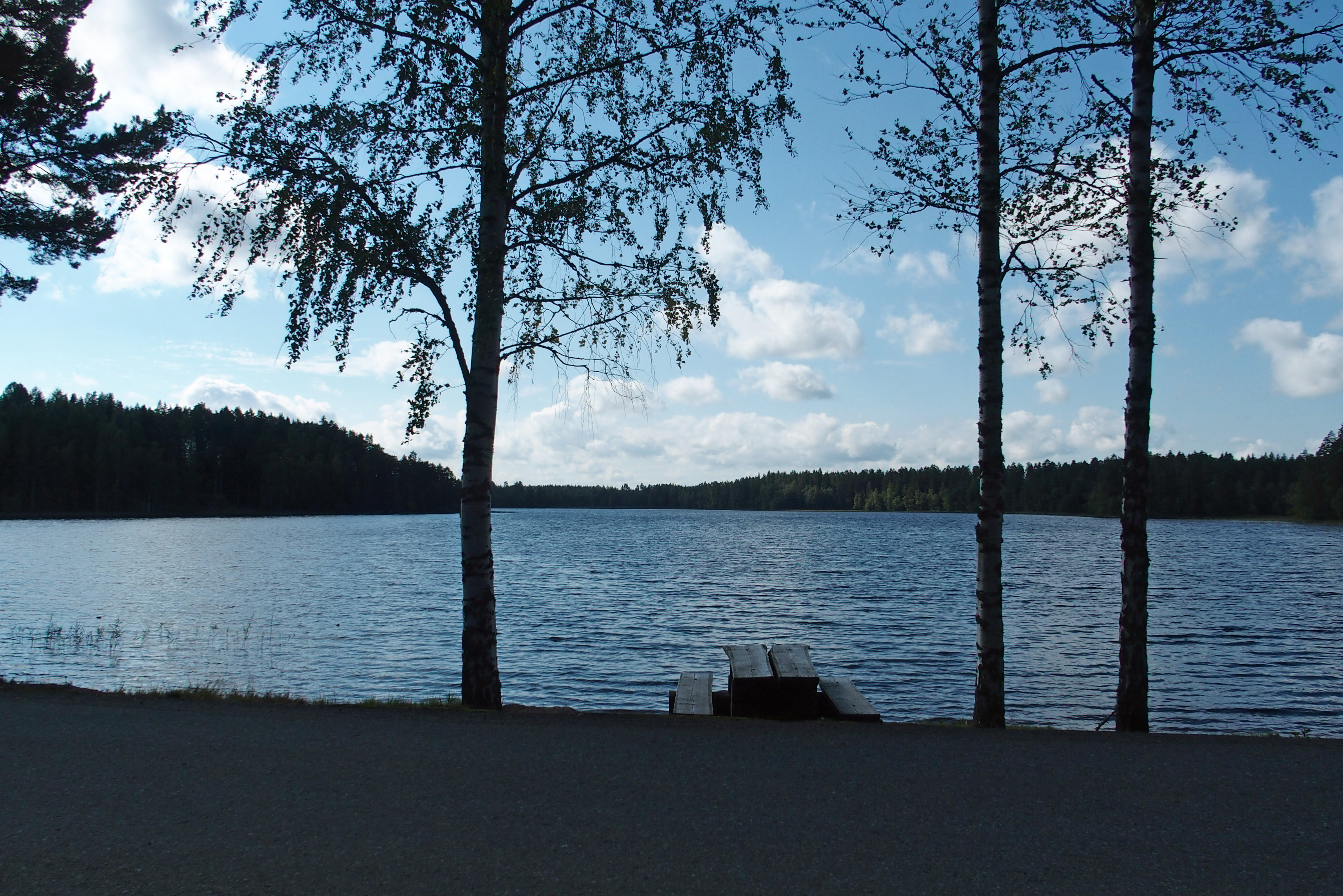
Lac Alinen rautjärvi.
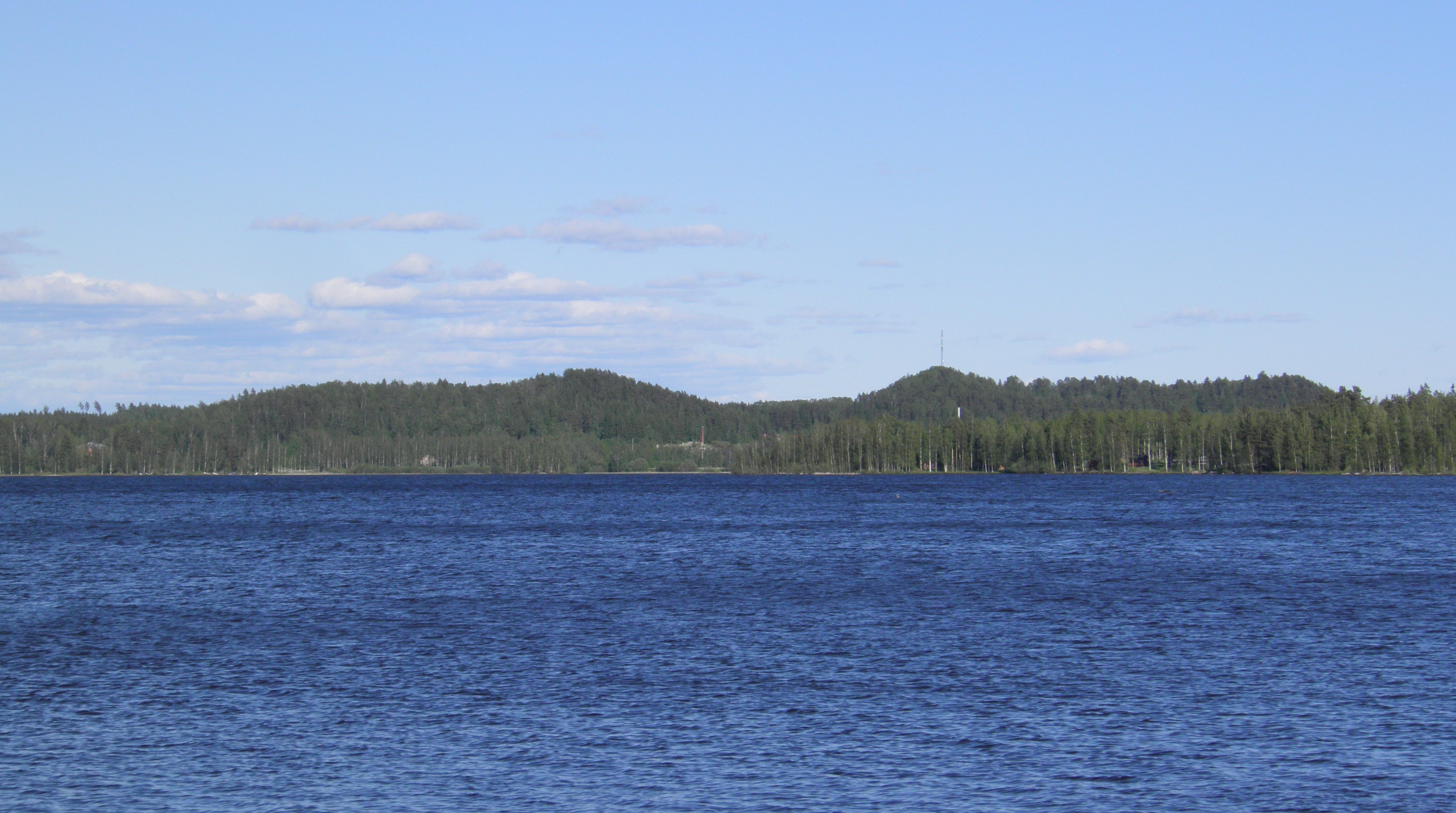
Au fond, l'esker Untulanharju.
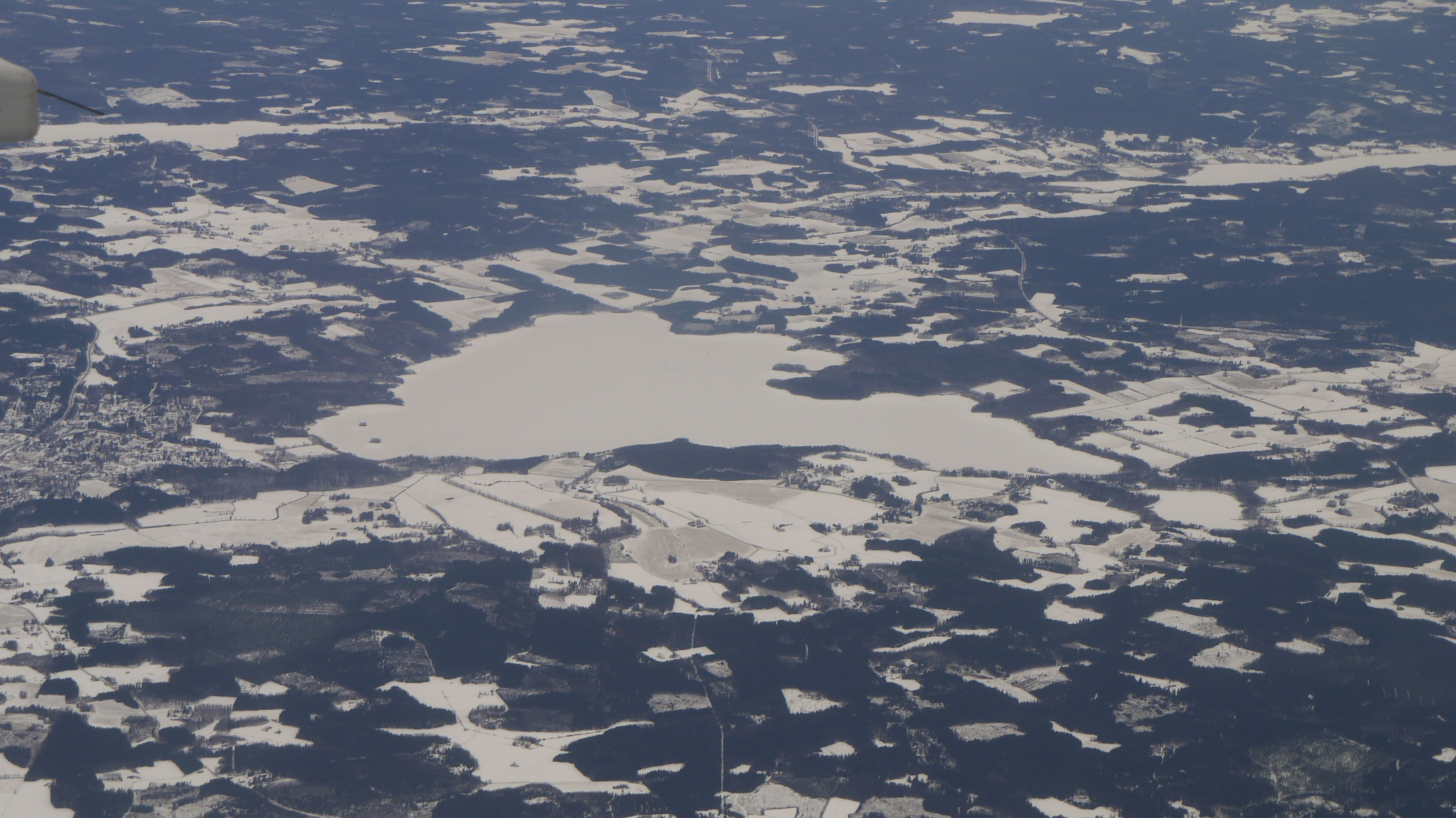
Le lac Ormajärvi et la péninsule Sajaniemi.
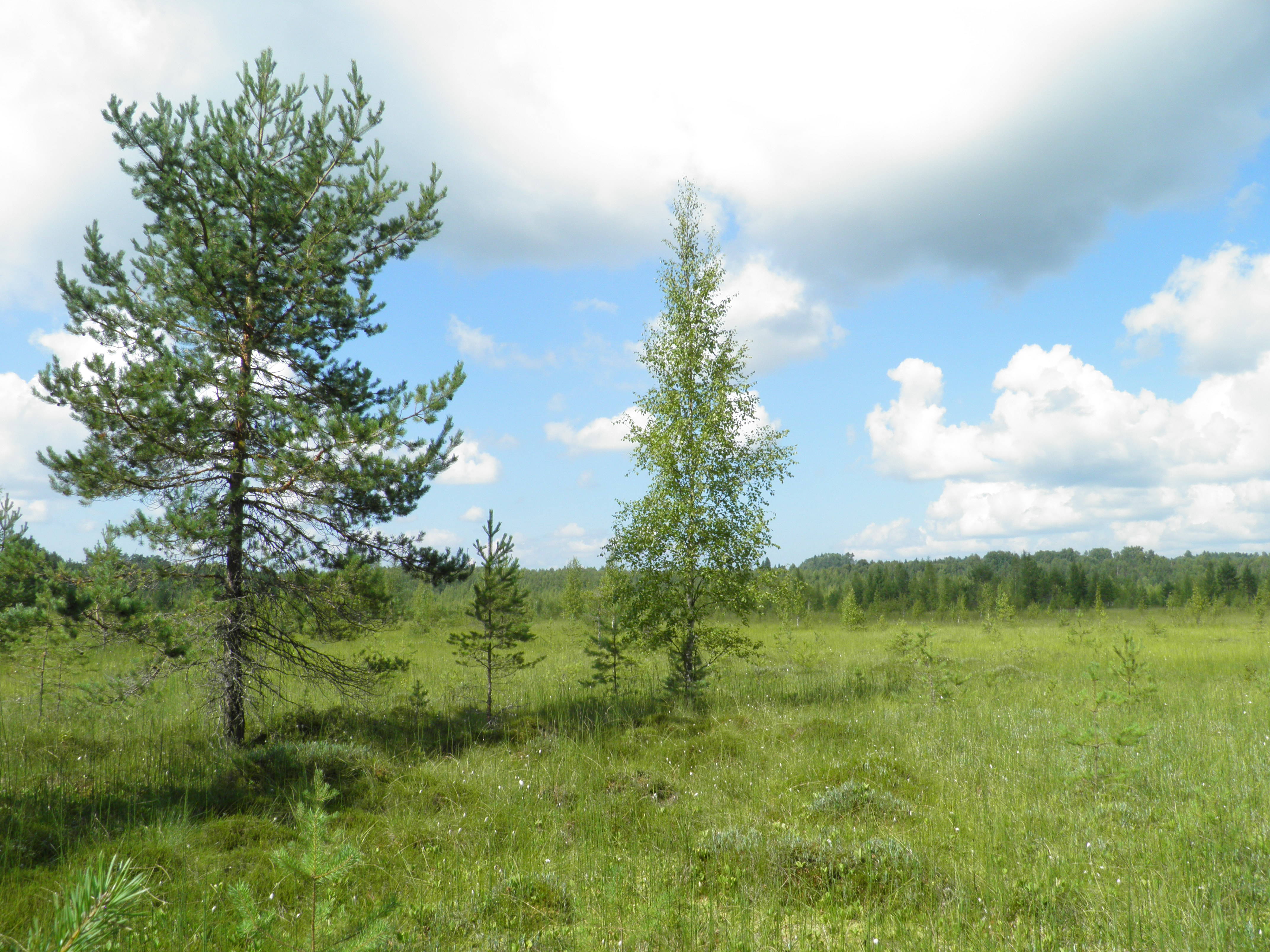
Marais de Lamminjärvi.